# Bernard (série télévisée d'animation)
Pour les articles homonymes, voir Bernard.
Bernard, connu sous le nom de Backkom (en hangeul : 빼꼼) en Corée du Sud,  est[Depuis quand ?] une série télévisée d'animation 3D hispano-sud-coréenne-française pour enfants mettant en vedette un ours blanc. Elle a été diffusée pour la première fois entre 2005 et 2009.
Produite par RG Animation Studios, avec le co-investissement du diffuseur sud-coréen Educational Broadcasting System (EBS), de l'espagnol BRB Internacional et du français M6, le style d'animation est une combinaison d'animation 3D et d'animation de type celluloïd.